# Sébastien Bertrand (musicien)

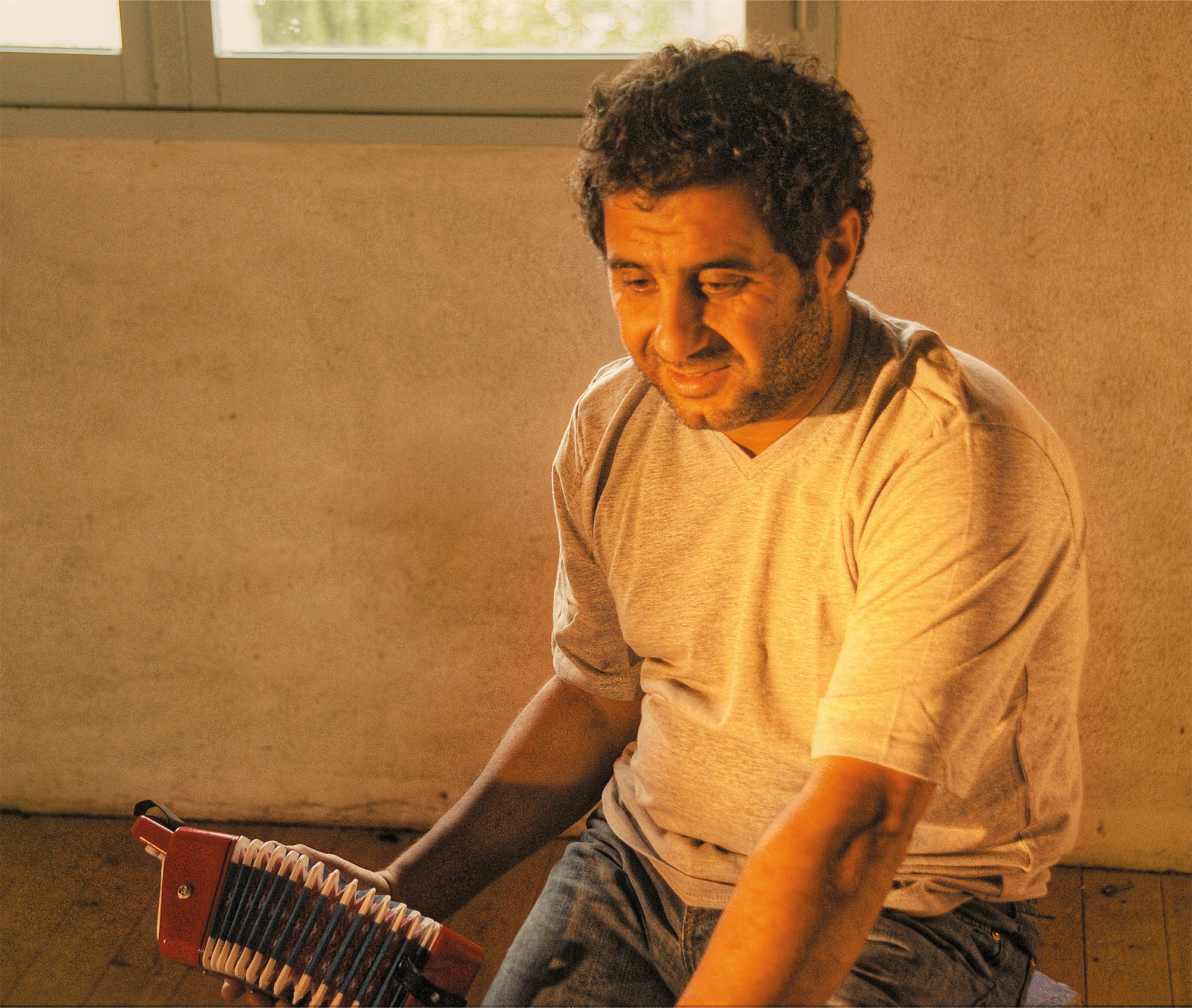

Sébastien Bertrand, né le 23 janvier 1973 à Beyrouth, Liban, est un auteur-compositeur-interprète et un accordéoniste français. Directeur artistique de la « Compagnie des arts d’hier pour aujourd’hui » (CAHPA) depuis sa création en 2003, Sébastien Bertrand construit son œuvre à la confluence des musiques traditionnelles et des musiques du monde. Son savoir dans le domaine des traditions du marais breton vendéen, de l'accordéon diatonique ainsi que ses nombreuses collaborations, notamment avec le conteur Yannick Jaulin, lui valent  d’être reconnu parmi les porteurs des musiques traditionnelles en réel mouvement.

## Biographie
Sébastien Bertrand naît le 23 janvier 1973 à Beyrouth (Liban). Il est adopté à l’âge de 9 mois et arrive en France dans une famille vendéenne où la recherche des traditions et du folklore local fait partie du quotidien. Enfant, il se retrouve sur les planches avec un accordéon diatonique et un costume traditionnel pour faire danser les jeunes du groupe folklorique « Tap dou Païe ». En 1983, à l’âge de 10 ans, il prend des cours d’accordéon diatonique à Saint-Jean-de-Monts. Il aurait pu en rester là, mais les journées de collectage avec son père, Jean-Pierre Bertrand , les découvertes musicales avec son oncle, Thierry, facteur d’instruments à vents : veuze et hautbois anciens , l’amènent rapidement à regarder ces musiques traditionnelles comme des musiques du quotidien, son quotidien. Il quitte le costume pour assumer son diatonique au collège, au lycée… croise des musiciens d’horizons musicaux différents. En mettant un pied devant l’autre dans ses rêveries artistiques, il défriche depuis des années le terrain nouveau d’une tradition en mouvement. Rien de pire pour lui que d’imaginer être dans la copie de l’avant. Son avant, c’est l’ancrage, l’ancrage dans son marais d’origine, d’adoption, dans ces musiques entendues, répétées, admirées, dans ces regards croisées avec son père, son oncle, dans les couleurs des paysages… Avec son oncle Thierry Bertrand, ils bousculent la tradition et crée un duo inédit rassemblant l’accordéon diatonique et la veuze, le Duo Bertrand . 
En 1993, sortie du disque Musiques d'hier pour aujourd'hui par le Duo Bertrand. Pendant plusieurs années, le duo parcours la France et fait de nombreux concerts chaque année. 
En 2001, le Duo Bertrand s’élargit et devient Duo Bertrand en Cie. Il intègre des musiciens d’origines musicales différentes (jazz, rock,classique). 
En 2003, Sébastien Bertrand décide de créer une compagnie à l’instar de la musique, de la danse, du théâtre… pour partager, scène après scène, avec un public de plus en plus large, ce que des artistes d’avant-garde des années 30 appelaient déjà les « Arts Populaires Modernes ». Depuis dix ans, la Compagnie des Arts d’Hier Pour Aujourd’hui CAHPA développe des projets originaux de création artistique contemporaine. Parallèlement, Sébastien Bertrand obtient un diplôme d’état pour l’enseignement des musiques traditionnelles, et enseigne l’accordéon diatonique à la Maison des Arts de Challans(85) jusqu'en 2009. 
En 2006, le groupe Sloï voit le jour. Pour ce nouveau projet Sébastien Bertrand fait notamment appel au metteur en scène de théâtre Philippe Piau. Aux confluences du trad, du jazz et du rock, Sloï propose non seulement une musique totalement actuelle, mais donne aussi à voir un spectacle réjouissant avec une mise en scène et en lumière remarquable. Parallèlement, il crée un duo avec Alain Pennec. Né d’une complicité amicale et festive, ce duo d’accordéon diatonique effleure les sonorités parfois sensibles, tantôt dansantes que ce petit instrument bi-sonore permet d’explorer. D’une « ridée » du pays de Redon à un « branle » de Noirmoutier, le duo entraîne le public dans un voyage musical où tradition et modernité font bon ménage. 
En 2007, le travail scénique initié avec Sloï s’enrichit de la rencontre avec Yannick Jaulin, rencontre qui donne lieu à la création du spectacle « La Tournée du Ponant », qui met en scène le conte et la musique. Les musiques du marais rencontrent les paroles et les chansons du conteur vendéen. Ce spectacle tourne tout l’été 2008 en France et au Québec et poursuit sa route jusqu’en 2010. 
Cette même année, à l’issue du spectacle « Forêts », de Wajdi Mouawad, Sébastien se raconte à son ami Jaulin : « J’ai été adopté à l’âge de 9 mois, je suis né à Beyrouth pas en Vendée… ». L’aventure « Chemin de la Belle Étoile » commence un an plus tard… Mars 2008, retour au Liban pour la première fois depuis 35 ans, avec Yannick Jaulin. À la suite de ce premier voyage, ils décident de se mettre à la table pour créer un spectacle sur cette double appartenance. 
En juillet 2009, « Chemin de la Belle Étoile », coproduit à la fois par le monde des musiques trad et par le monde du conte est créé au festival d’Avignon. Les textes de Yannick Jaulin et les musiques de Sébastien, accompagnés par la mise en scène de Valérie Puech sont salués par la critique. Ce spectacle résonne comme une sorte de réponse immédiate aux questions sur l’identité, la famille, l’enracinement, l’adoption, les adoptions… Ce spectacle connait un véritable succès et compte près de 200 représentations partout en France et à l’étranger,(Liban).

En 2010, les allers-retours fréquents au Liban donnent à Sébastien l’occasion de nouer des liens avec le joueur de oud Oussama Abdel Fattah. Dans le prolongement de son dernier spectacle « Chemin de la Belle Étoile », Sébastien Bertrand poursuit sa démarche artistique sous le signe de la rencontre ; Oussama Abdel Fattah au théâtre Monnot de Beyrouth, Alexis Thérain au Québec pendant le Carrefour mondial de l’accordéon, Julien Padovani au festival Bouche à Oreille de Parthenay et Ange B aux Francophonies du Limousin…
Ces rencontres donnent naissance au spectacle Nahas Project en mai 2011. En s’entourant de quatre musiciens issus d’univers musicaux différents et d’origines géographiques différentes, Sébastien Bertrand offre un voyage musical original.  Un mois après la création, le groupe part en tournée au Liban pour une série de six concerts qui se clôture par la fête de la musique sur la grande scène à Beyrouth. En 2013, à l’occasion de deux concerts inédits au Théâtre municipal de Rezé et au Quai à Angers, Nahas Project devient Nahas Project Grand Ensemble, avec la présence du trio Lo’Jo (Denis Péan, Yamina et Nadia Nid El Mourid) et d’un quatuor à cordes dont la direction, les compositions et les arrangements ont été confiés à Alban Darche. 
En 2012, CAHPA s’enrichit de trois nouveaux projets. Le « Grand'Danse Connection Club » voit le jour en septembre 2012. Ce concert-bal propose une relecture des danses traditionnelles pour leur donner une dimension complètement actuelles. Parallèlement à cette création, Sébastien Bertrand et Ange B imagine un accompagnement musical au film d’animation de Lotte Reiniger, Les Aventures du Prince Ahmed, réalisé en 1926. Ce ciné-concert inspiré des contes Les Mille et Une Nuits est également enrichi des chorégraphies de Quentin Poulailleau. Cette même année, le livre-disque pour enfant Mizou le petit chat noir,, écrit par Aimée de la Salle, accompagnée par l'accordéon de Sébastien Bertrand et les illustrations de Marion Piffaretti, obtient le « Coup de cœur de l’Académie Charles-Cros ».
En 2016, il revient avec un album solo intitulé "Traversées" qui lui permet d'exprimer ce qu'il appelle "la musique du ventre". En 2016, il reçoit pour cet album le Grand Prix de L'Académie Charles Cros - Musique du Mondes et le Prix Gus Viseur en 2017.
En 2018, il décide de créer Musikadomia - une école de musique consacrée aux musiques actuelles et acoustiques...où la musique traditionnelle aura une place bien évidemment importante avec en particulier la transmission et l'apprentissage de l'accordéon diatonique...l'implantation se fait à Lannion (22) où il réside désormais.

## Discographie

### Duo Bertrand
- 1993 - Musiques d'hier pour aujourd'hui
- 2000 - Fleur de sel
- 2002 - Carte Blanche
- 2005 - Couleurs racines[29]

### Sloï
- 2008 - Musiques du monde d'ici

### Duo Pennec / Bertrand
- 2008 - Réunion de chantier

### CAHPA
- 2011 - Chemin de la belle étoile

### DAQUI
- 2016 - Traversées - album solo

## Spectacles

### Duo Bertrand en Cie
- 2003 à 2006 Couleurs Racines

### Sloï
- 2006 à 2010 Musiques du Monde d’Ici

### Sloï et Yannick Jaulin
- 2008 à 2010 La Tournée du Ponant

### CAHPA
- Depuis 2009 Chemin de la belle étoile, théâtre musical coécrit avec Yannick Jaulin
- Depuis 2011 Nahas Project, musiques du monde
- Depuis 2012 Grand' Danse Connection Club, concert bal électro-trad
- Depuis 2012 Les Aventures du Prince Ahmed, ciné-concert
- Depuis 2012 Mizou le petit chat noir, conte musical
- Depuis 2013 Nahas Projet Grand Ensemble, musiques du monde
- Depuis 2016 Traversées - Spectacle solo
- Depuis 2017 Rencontre avec l'Orchestre Régional de Normandie - Orchestration Jacques PETIT

## Actions culturelles
Depuis sa création, la Compagnie des Arts d'Hier pour Aujourd'hui (CAHPA)-Cie Sébastien BERTRAND mène un travail de sensibilisation et d'actions culturelles autour de ses spectacles. Chaque année, la compagnie élabore des projets artistiques et pédagogiques à destination de tous les publics (scolaires, personnes âgées, personnes en précarité ou en situation de handicap, détenus...) en s'appuyant sur des rencontres et des expériences sensibles. En 2013, des mallettes pédagogiques ( Dossier pédagogique, Livrets "Parcours de spectateurs", "Fiche retour sur le spectacle") ont été imaginées pour accompagner chacune des créations. La compagnie démontre ainsi sa volonté de permettre à tous de recevoir les spectacles dans les meilleures conditions.

### Festival NoMADE
Depuis 2012, CAHPA-Cie Sébastien Bertrand est partenaire du Festival NoMADE (Les Nouvelles Musiques Adorent les Destinations Étrangères), une manifestation itinérante organisée sur la Communauté de Communes Océan Marais de Monts (85). CAHPA assume notamment la mise en place d'un parcours d'actions culturelles à destination de la population locale grâce, par exemple, à la présence d'un artiste sur le territoire durant l'année.

### Compagnonnage
Depuis 2008, des collaborations plus étroites avec des structures ont permis d'élaborer des actions de territoire et ont facilité, pour la compagnie, l'expérimentation et la création de nouveaux spectacles. 
- De 2008 à 2012 : Sébastien Bertrand est artiste associé de Scènes de Pays dans les Mauges.
- De 2012 à 2014 : Sébastien Bertrand est artiste associé de l'ARC (Art et culture à Rezé) Scène conventionnée de Rezé autour de projets comme "Humeurs de Ville"[33].